# Lophodermium pini-mugonis
Lophodermium pini-mugonis är en svampart som beskrevs av C.L. Hou & M. Piepenbr. 2009. Lophodermium pini-mugonis ingår i släktet Lophodermium och familjen Rhytismataceae.   Inga underarter finns listade i Catalogue of Life.